# Austroaeschna obscura
Austroaeschna obscura là loài chuồn chuồn trong họ Aeshnidae. Loài này được Theischinger mô tả khoa học đầu tiên năm 1982.